# Anders Mol
Anders Berntsen Mol (Stord, 2 juli 1997) is een Noors volleyballer en beachvolleyballer. In deze laatste discipline werd hij met Christian Sørum olympisch kampioen in 2021 en wereldkampioen in 2022. Daarnaast won het duo viermaal de Europese titel en tweemaal het eindklassement van de FIVB World Tour.

## Carrière

### Zaal
Mol speelde in 2016 voor de nationale ploeg onder 20. Daarnaast was hij in het seizoen 2016/17 actief voor het Belgische Noliko Maaseik. Met deze club werd hij vice-kampioen in de Liga A en nam hij deel aan de Champions League.

### Beach

#### 2013 tot en met 2019
Als kind kwam Mol dankzij zijn ouders Merita Berntsen en Kåre Mol – die eveneens professioneel volleybal en beachvolleybal hebben gespeeld – in aanraking met beachvolleybal. In 2013 nam hij met Martin Olimstad deel aan de Europese kampioenschappen onder 18 in Maladzetsjna. Het duo eindigde op de negende plaats. Van 2014 tot en met 2017 speelde hij met zijn neef Mathias Berntsen verschillende nationale en internationale toernooien. In hun eerste jaar maakten ze in Stavanger hun debuut in de FIVB World Tour. In 2015 eindigde het tweetal als negende bij de EK onder 22 in Macedo de Cavaleiros en als eerste bij de EK onder 20 in Larnaka. In het jaar daarop won Mol met Aleksander Sørum in Antalya opnieuw de Europese titel onder 20. Sinds eind 2016 vormt Mol met diens broer Christian Sørum een team. Ze wonnen in Thessaloniki eveneens de Europese titel onder 22 en eindigden als vijfde bij het World Tour-toernooi in Klagenfurt. Het daaropvolgende seizoen speelde Mol vijf wedstrijden in de World Tour, waarvan drie met Sørum en twee met Berntsen. Met Berntsen eindigde hij als derde in Espinho en won hij daarnaast de zilveren medaille bij de EK onder 22 in Baden. Met Sørum bereikte hij de kwartfinales van de Europese kampioenschappen in Jūrmala.
Mol en Sørum speelden in het seizoen 2018 tien reguliere wedstrijden in de World Tour. Ze boekten de overwinning in Gstaad en Wenen en behaalden een tweede plaats in Itapema. Het tweetal sloot het seizoen af met de eindzege in de World Tour en de eerste plaats bij de World Tour Finals in Hamburg. Daarnaast werden ze in Nederland Europees kampioen door in de finale het Letse duo Jānis Šmēdiņš en Aleksandrs Samoilovs te verslaan. Verder behaalde Mol met Bjarne Huus een derde plaats bij het FIVB-toernooi in Baden. Het seizoen daarop namen Mol en Sørum in aanloop naar de WK deel aan zeven reguliere FIVB-toernooien waarbij ze enkel toptienplaatsen behaalden. Het duo won in Las Vegas, Itapema, Jinjiang en Ostrava en eindigde als tweede in Warschau. Bij de WK in Hamburg won het tweetal de bronzen medaille ten koste van de Amerikanen Tri Bourne en Trevor Crabb. Na afloop wonnen ze de toernooien van Gstaad, Tokio en Wenen. In Moskou prolongeerden ze hun Europese titel tegen de Russen Konstantin Semjonov en Ilja Lesjoekov. Vervolgens vormde Mol een gelegenheidsduo met Nils Ringøen met wie hij het toernooi van Oslo won ten koste van Sørum en zijn jongere broer Markus Mol. Mol en Sørum eindigden bij de World Tour Finals in Rome als derde en sloten het seizoen opnieuw af als winnaar van de World Tour.

#### 2020 tot heden
In 2020 werden Mol en Sørum in Jūrmala voor de derde keer op rij Europees kampioen door Vjatsjeslav Krasilnikov en Oleg Stojanovski uit Rusland te verslaan. Het daaropvolgende jaar wonnen ze zowel het eerste als tweede event van het World Tour-toernooi in Cancun. Vervolgens namen ze deel aan drie FIVB-toernooien met als beste resultaat een vijfde plaats in Gstaad. Bij de Olympische Spelen in Tokio wonnen Mol en Sørum de gouden medaille nadat ze in de finale opnieuw te sterk waren voor Krasilnikov en Stojanovski. Twee weken later werden ze voor de vierde keer op rij Europees kampioen door de Nederlanders Stefan Boermans en Yorick de Groot in de finale te verslaan. Ze sloten het seizoen af met een overwinning in de Finals in Cagliari.
In 2022 ging de World Tour over in de Beach Pro Tour. Mol en Sørum begonnen het seizoen met een derde plaats in Rosarito, een overwinning in Ostrava en een dertiende plaats in Jūrmala. Vervolgens veroverden ze in Rome de wereldtitel door de Brazilianen Renato Lima en Vitor Felipe in de finale in twee sets te verslaan. Bij de EK in München won het duo de bronzen medaille. In de halve finale verloren ze van de latere kampioenen David Åhman en Jonatan Hellvig; in de troostfinale waren Mol en Sørum in twee sets te sterk voor het Poolse tweetal Michał Bryl en Bartosz Łosiak. In het najaar wonnen ze de toernooien van Parijs en Kaapstad en eindigden ze als derde in Uberlândia. Ze sloten het eerste seizoen van de Pro Tour af met de overwinning bij de Finals in Doha ten koste van Bryl en Łosiak.
Een week later wonnen Mol en Sørum in Doha het eerste toernooi van het seizoen 2023. Bij de overige zes toernooien in de Beach Pro Tour waar ze aan deelnamen, behaalden ze enkel podiumplaatsen. Het duo won in Ostrava en Montreal, werd tweede in Tepic, Uberlândia en Gstaad en eindigde als derde in Hamburg. Bij de EK in Wenen verloren ze de kwartfinale in drie sets van het Nederlandse tweetal Leon Luini en Yorick de Groot. Bij de WK in Tlaxcala verloren de regerend wereldkampioenen in de kwartfinale van de latere wereldkampioenen Ondřej Perušič en David Schweiner. Bij de Finals in Doha eindigden Mol en Sørum als tweede achter Åhman en Hellvig.

## Palmares
Kampioenschappen
- 2015:  EK U20
- 2016:  EK U20
- 2016:  EK U22
- 2017:  EK U22
- 2018:  EK
- 2019:  WK
- 2019:  EK
- 2020:  EK
- 2021:  OS
- 2021:  EK
- 2022:  WK
- 2022:  EK
- 2023: 5e WK
- 2024:  OS

FIVB World Tour
- 2017:  2* Espinho
- 2018:  4* Itapema
- 2018:  1* Baden
- 2018:  5* Gstaad
- 2018:  5* Wenen
- 2018:  World Tour Finals Hamburg
- 2018:  FIVB World Tour
- 2018:  4* Las Vegas
- 2019:  4* Itapema
- 2019:  4* Jinjiang

- 2019:  4* Ostrava
- 2019:  4* Warschau
- 2019:  5* Gstaad
- 2019:  4* Tokio
- 2019:  5* Wenen
- 2019:  1* Oslo
- 2019:  World Tour Finals Rome
- 2019:  FIVB World Tour
- 2021:  4* Cancun
- 2021:  4* Cancun
- 2021:  World Tour Finals Cagliari

Beach Pro Tour
- 2022:  Elite16 Rosarito
- 2022:  Elite16 Ostrava
- 2022:  Elite16 Parijs
- 2022:  Elite16 Kaapstad
- 2022:  Elite16 Uberlândia
- 2023:  Beach Pro Tour Final Doha
- 2023:  Elite16 Doha
- 2023:  Elite16 Tepic
- 2023:  Elite16 Uberlândia
- 2023:  Elite16 Ostrava
- 2023:  Elite16 Gstaad
- 2023:  Elite16 Montreal
- 2023:  Elite16 Hamburg
- 2023:  Beach Pro Tour Final Doha
- 2024:  Elite16 Doha